# LW Comae Berenices
LW Comae Berenices är en roterande variabel av BY Draconis-typ (BY) i stjärnbilden Berenikes hår. Den är en gul stjärna i huvudserien.
Stjärnan har visuell magnitud +6,31 och varierar med en amplitud av 0,10 magnituder. Den är svagt synlig för blotta ögat vid mycket god seeing.